# Маркелл (Радышевский)
Епи́скоп Марке́лл (в миру Никола́й Рома́нович Радыше́вский иди Родыше́вский; ум. 29 ноября 1742) — епископ Русской православной церкви, епископ Корельский и Ладожский.
Как отмечает исследовательница О. А. Крашенникова: «в ранний период своей деятельности выступал как сподвижник и единомышленник Петра I. Однако со второй половины 1720-х гг. в его мировоззрении произошёл перелом, и он стал всё больше примыкать к оппозиционной церковной партии, возглавляемой архиепископом Ростовским Георгием Дашковым, выступая с критикой политики Синода, синодальных членов (и в первую очередь Феофана Прокоповича), обвиняя церковных реформаторов в лютеранской и кальвинской ереси. Помимо многочисленных доношений в Синод и в адрес верховной власти, Радышевский, оставил несколько фундаментальных полемических трудов, содержавших критику Духовного Регламента, „Объявления о монашестве“ и полемический ответ Сорбоннским богословам (все они написаны в 1730 г.). В этих сочинениях в полной мере раскрылась глубина богословских познаний Радышевского, его незаурядный талант полемиста и, самое главное, ревность к защите чистоты православного вероучения от различных еретических искажений».

## Биография
30 июня 1721 года назначен обер-иеромонахом при флоте на Котлин острове (Кронштадте).
Благодаря Феофану, ставшему в 1718 году епископом, Маркелл в 1724 году получил сан архимандрита Псково-Печерского, а позднее Юрьевского монастыря.
В 1725 году, на допросе в Преображенской канцелярии по обвинению в похищении драгоценностей Печерского монастыря, Маркелл вдруг стал обличать Феофана в «противностях православной церкви», в лютеранстве, и это послужило началом процесса, затянувшегося на долгие годы, втянувшего в себя многих знатных лиц и погубившего многих. Сам Маркелл несколько лет содержался под «крепким караулом» в Преображенском приказе, потом жил в Симоновом монастыре, пользуясь значительной свободой.
Соединившись затем с духовником императрицы Анны, Варлаамом, Маркелл снова стал доносить на Феофана за его «еретические учения» и написал даже «Житие новгородского архиепископа, еретика Феофана Прокоповича» и «Возражения на объявление о монашестве, на Регламент духовный и на книгу о блаженствах»; был опять арестован и приговорен к смертной казни, но помилован и сослан в Белозерский монастырь (1732).
В 1738 году вызван опять на допрос в Тайную канцелярию.
В 1740 году освобождён.
24 января 1741 года вновь определен Юрьева монастыря настоятелем и семинарии Новгородской ректором.
6 января 1742 года пожалован, а 10-го числа хиротонисан во епископа Корельского и Ладожского, коадъютора Новгородского архиепископа.
29 ноября 1742 года в 6-м часу утра, скончался и погребён в Юрьеве монастыре.

## Сочинения
- Слово на день Рождества Господа Бога и Спаса нашего Иисуса Христа, в С.-Петербургской придворной церкви… проповеданное дек. 26 дня 1741 г. — СПб., 1742
- Слово при присутствии ЕИВ в домовой ЕИВ церькве… 1742 г., марта 28 дня. — СПб., 1742.
- О житии еретика Феофана Прокоповича, архиепископа Новгородского. // Чтения в Императорском обществе истории и древностей российских при московском университете. 1862. Январь-март. Книга первая.— С. 1—92.
- Возражения на объявление о монашестве, на Регламент духовный и на книгу о блаженствах